# ビュルラ
ビュルラ （Burlats）は、フランス、オクシタニー地域圏、タルヌ県のコミューン。

## 地理
カストルの北東に位置し、カストル都市圏に含まれる。アグー川の支流リニョン川が流れる。

## 人口統計
| 1962年 | 1968年 | 1975年 | 1982年 | 1990年 | 1999年 | 2005年 | 2014年 |
| ------ | ------ | ------ | ------ | ------ | ------ | ------ | ------ |
| 1163   | 1141   | 1176   | 1313   | 1670   | 1829   | 1844   | 2061   |

参照元:1962年から1999年までは複数コミューンに住所登録をする者の重複分を除いたもの。それ以降は当該コミューンの人口統計によるもの。1999年までEHESS/Cassini、2006年以降INSEE。

## 史跡
- アデライードのパヴィヨン - 12世紀ロマネスク様式の建物。アデライードとは、トゥールーズ伯レーモン5世の娘でアルビ子爵ロジェ2世の妃であったアデライード・ド・トゥールーズのこと。おそらく彼女はこの建物で暮らすことはなかったとされる。
- アダム邸 - 12世紀。
- 旧サン・ピエール参事会教会 - かつての小修道院付属教会。歴史的記念物[5]

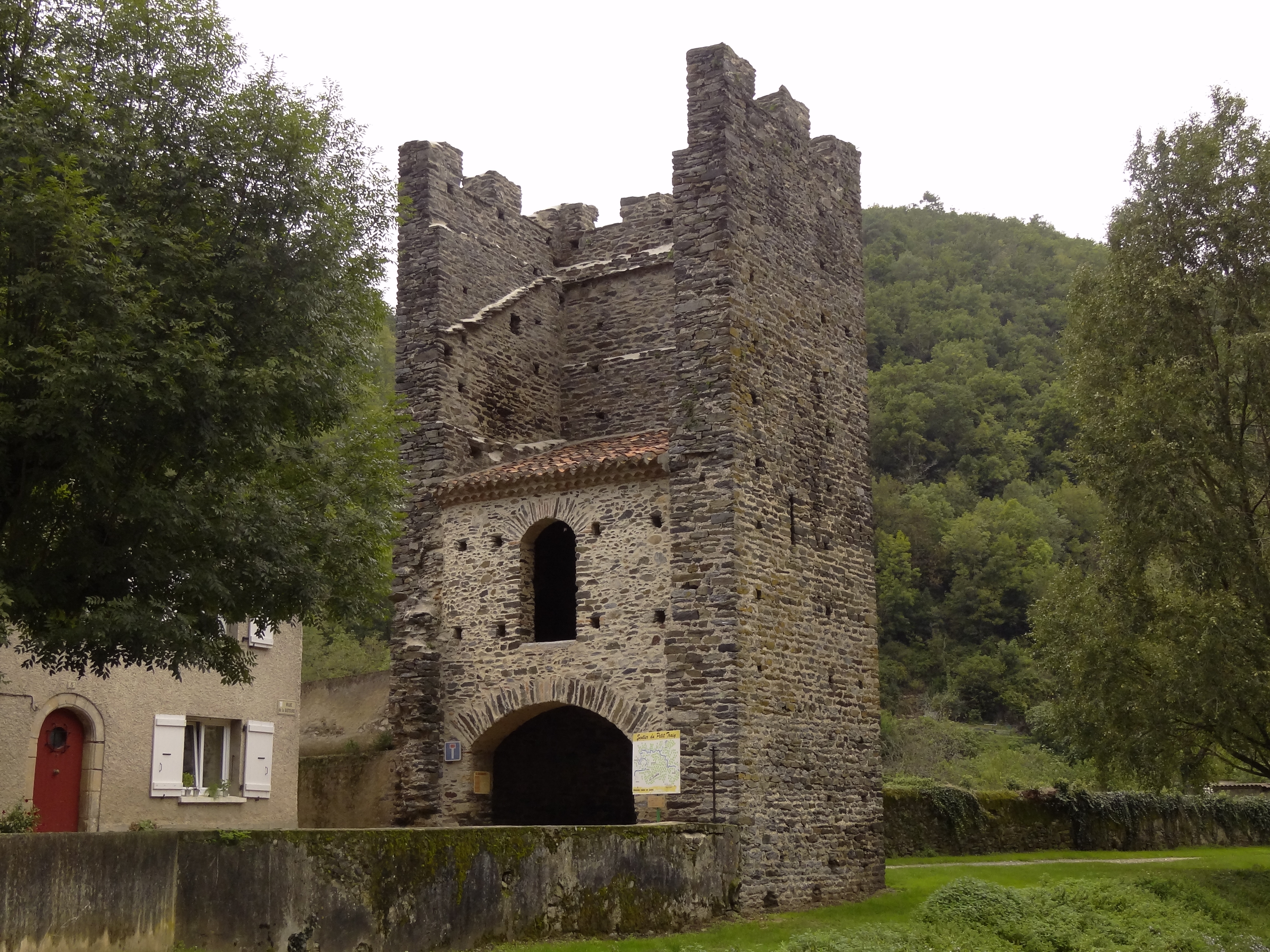
ヴィストゥールの塔